# Dama Shao
La dama Shao (xinès simplificat: 邵氏, pinyin: Shào Shì; segle IV fl.) va ser l'esposa de Liu Xia, un general militar durant la dinastia Jin (266–420). Va ser una de les poques dones la seva època que va lluitar en batalla.

## Biografia
Hi ha molt pocs registres sobre la dama Shao, però se la va considerar prou digna per rebre una entrada a la biografia del seu marit al Llibre de Jin. Els registres també es refereixen a ella només com "l'esposa de [Liu] Xia" (遐妻), al contrari de com els historiadors tradicionals atorgarien el nom 'shi '(氏) després del cognom d'una dona si no se'n coneix el seu nom (és a dir, Shaoshi (.邵氏)). La dama Shao era del comtat d'Anyang, a la comàndància de Wei, i era filla de l'oficial Jin, Shao Xu. Se'n deia que havia heretat la valentia i la determinació del seu pare.
A principis del segle IV, el nord de la Xina estava enmig de la conquesta de la dinastia Xiongnu Zhao anteriors. L'any 314, Shao Xu va prendre les armes contra els Han a Yanci (厭次, al voltant de l'actual Dezhou, Shandong) i es va convertir en un dels vassalls del nord de la dinastia Jin, actuant com el seu inspector de Jizhou. Mentrestant, un líder dels refugiats anomenat Liu Xia operava entre el riu Ji i el riu Groc, també en desacord amb els Han. Liu Xia era famós per la seva força i era de la mateixa província que els Shao. Shao Xu respectava Liu Xia, així que el va casar amb la dama Shao.
El 319, el general Han, Shi Le, va proclamar la independència del seu estat i va formar la dinastia dels Zhao posteriors. Liu Xia va tenir varis enfrontaments amb els Zhao entre el 319 i el 324. En una de les seves batalles, Liu Xia quedà envoltat pel general Zhao, Shi Hu. La dama Shao, ràpidament, va formar un petit grup de cavalleria i els va liderar en el rescat de l'exèrcit del seu marit. Tot i trobar-se superada en nombre, la dama Shao va poder obrir camí a Liu Xia i portar-lo a un lloc segur.
Finalment, però, Liu Xia es va veure obligat a traslladar-se més al sud a causa del poder creixent dels Zhao. L'any 320, els Zhao va capturar Shao Xu, i només un any més tard, la família de la dama Shao va lliurar el seu territori i ells mateixos als Zhao. L'any 324, Liu Xia va acampar a Sikou (泗口, situat a Xuzhou, Jiangsu), on va continuar servint als Jin abans de morir el 326. La dama Shao va tenir almenys un fill amb Liu Xia, a qui van anomenar Liu Zhao (劉肇).
Liu Zhao era l'hereu de Liu Xia, però en el moment de la mort de Xia, Zhao era massa jove per assumir les responsabilitats del seu pare. Per aquest motiu, la cort Jin va nomenar el general Guo Mo per prendre el comandament de l'exèrcit de Xia. Els generals de Liu Xia, inclòs el seu cunyat, Tian Fang (田防), no estaven contents de servir a una altra persona, de manera que van proclamar Liu Zhao com el seu líder i es van rebel·lar. La dama Shao va intentar aturar la revolta desaconsellant als generals que seguissin aquesta via, però va ser destituïda.
La cort Jin va enviar el general, Liu Jiao (劉矯), per derrotar els rebels en resposta a la rebel·lió. Mentrestant, la dama Shao va soscavar la revolta incendiant en secret l'armeria, privant els rebels de les seves armes i armadures. Per això, quan Liu Jiao va arribar, els rebels estaven mal equipats i van ser fàcilment derrotats. Els rebels i els seus líders van ser decapitat, mentre que Liu Zhao es va salvar i va rebre el títol del seu pare. La dama Shao, juntament amb els seus fills, la seva sogra i els subordinats de Liu Xia, van ser traslladades a la capital de Jin, Jiankang, on, probablement, va passar la resta de la seva vida.